# LAN Cargo
LAN Cargo – chilijska linia lotnicza cargo z siedzibą w Santiago. Jest częścią LAN Airlines.